# 41e corps de réserve (Empire allemand)
Le 41e corps de réserve (XXXXI. Reserve-Korps, en allemand traditionnel) est une grande unité (un corps d'armée) de l'armée impériale allemande, créée en décembre 1914.
Il combat pendant la Première Guerre mondiale, initialement sur le front de l'Ouest, puis il est rapidement transféré sur le front de l'Est où il opère jusqu'à sa dissolution en mars 1918.

## Historique

### 1914 - 1915
Le 41e corps d'infanterie de réserve est créé le 24 décembre 1914, lors d'une seconde vague de mobilisation allemande, sous le commandement du général Hermann von François. Il est envoyé sur le front de Picardie.

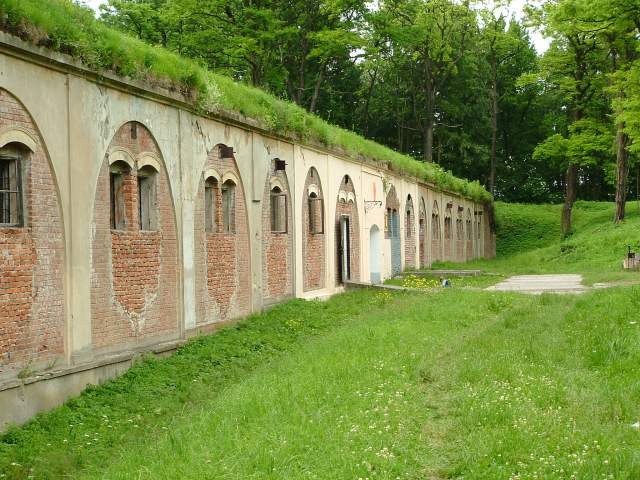
Le fort VIII de Przemyśl en 2005.

En avril 1915, il est réorienté en Galicie.
Début mai, il est intégré dans la 11e armée du général August von Mackensen, y prenant part à l'offensive de Gorlice-Tarnów, destinée à reprendre les territoires austro-hongrois conquis par l'armée impériale russe en 1914 pendant la première campagne de Galicie. Le 41e corps d'infanterie de réserve franchit la rivière du San et reprend Przemyśl, une forteresse austro-hongroise prise par les Russes au terme d'un long siège.
Le 9 mai, le corps atteint Jasło, se déploie au sud de Radymno entre le 12 et le 21 mai et prend Medyka début juin.
Le 22 juin, Lemberg (Lviv), capitale de la Galicie austro-hongroise, est reprise. Pour ces faits d'armes, Von François est décoré de l'ordre pour le Mérite.
Le Haut-Commandement allemand envisage alors de ramener le 41e corps à Jarosław, nœud du chemin de fer austro-hongrois, pour le transférer sur le front de l'Ouest. Mais von Mackensen, craignant un allongement excessif de son front le long du Boug, obtient de garder le corps en l'état : seul von François est transféré le 22 juin à l'Ouest, où il prend le commandement du 7e corps, remplacé au 41e par Arnold von Winckler jusque-là commandant de la 2e division de la Garde. Le 41e corps est rattaché à la nouvelle armée du Boug, commandée par Alexander von Linsingen.
Du 11 au 15 juillet, le 41e corps participe à l'offensive du Boug où il est durement éprouvé par l'artillerie russe. Finalement, l'avance de la 11e armée sur son flanc gauche oblige les Russes à battre en retraite.

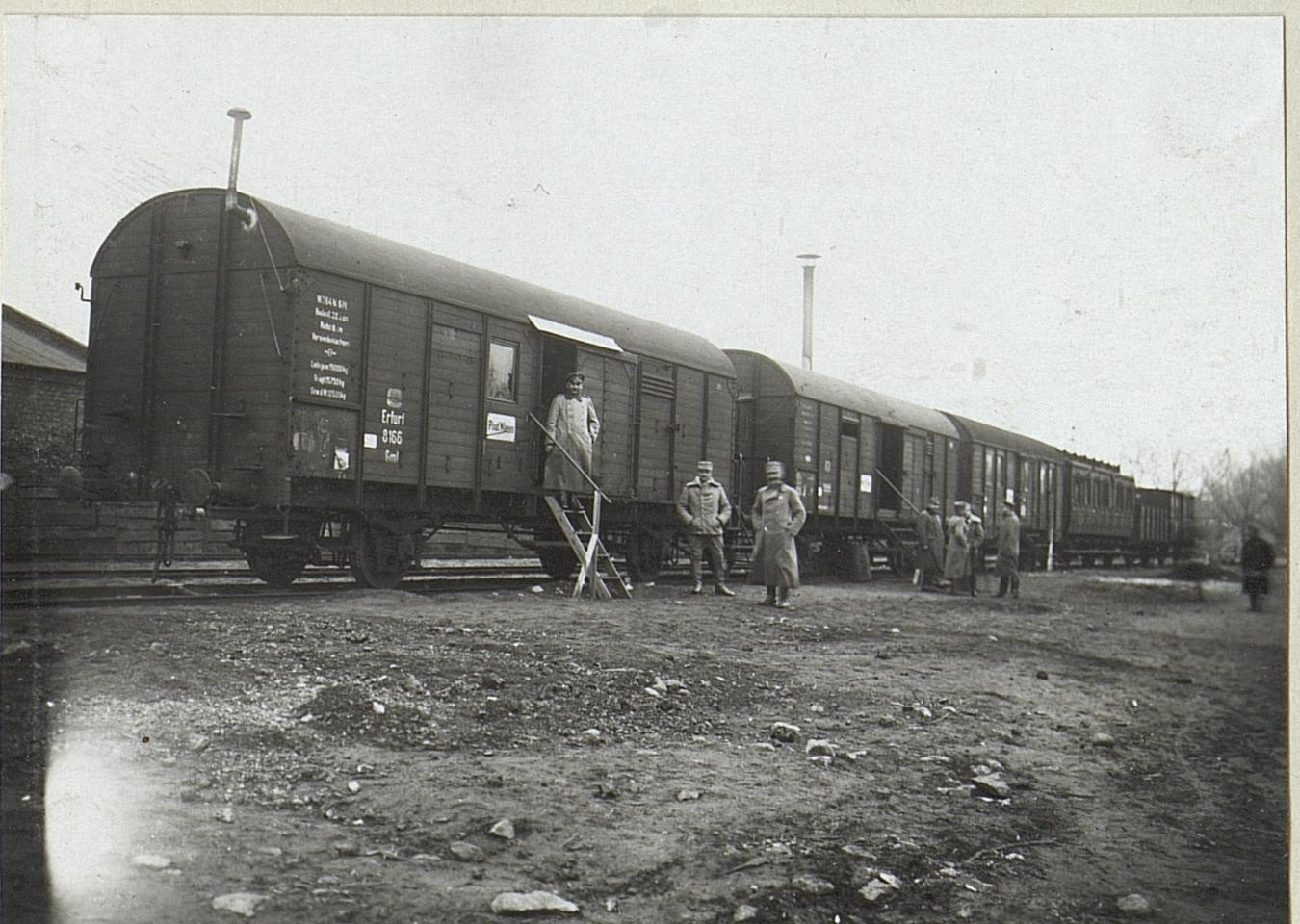
Train-hôpital allemand à Kovel en 1917.

Malgré la réussite de l'offensive du Boug, le commandement allemand s'inquiète des conditions sanitaires. L'apparition de 8 cas de choléra dans le 268e régiment, partie de la 81e division de réserve du 41e corps, amène le service médical à déclarer toute l'unité inapte au combat et renvoyer précipitamment les malades vers l'Allemagne : pour les Allemands, la Pologne et la Russie sont toujours vues comme des pays arriérés, à l'hygiène rudimentaire. Cette impression est encore accentuée quand l'intendant du quartier général du 41e corps meurt de maladie.
Le 25 août, l'armée du Boug s'empare de Brest(-Litovsk).
Le 11 septembre, von Winckler est nommé à la tête du 4e corps de réserve sur le front de Serbie. Il cède son commandement au général Hans von Gronau.
La grande retraite de l'armée russe se poursuit et le 41e corps s'empare de Pinsk le 16 septembre.

### 1916 - 1918
Le 41e corps est ensuite immobilisé dans une guerre de positions des marais du Pripiat.
Le 5 août 1916, il est renommé Armeegruppe von Gronau, et le 18 septembre 1916 Armeeabteilung Gronau.
Pendant l'offensive Broussilov d'août 1916, l'Armeegruppe von Gronau fait face à l'attaque russe. Selon le quartier-maître général Erich Ludendorff :
« Le combat s'était étendu également vers le nord, au groupe d'armées Gronau qui se défendait vigoureusement, avec un calme admirable, à l'aide des faibles forces dont il disposait sur un front très large. Il dépensa ses réserves avec une extrême circonspection et conserva toujours quelques disponibilités pour appuyer l'extrême aile gauche du général von Linsingen. »
Pendant les derniers mois de guerre à l'est en 1917, les forces allemandes en Biélorussie forment le groupe d'armées (Heerengruppe) du général Remus von Woyrsch, composé de trois détachements d'armée (Armeeabteilungen), commandés respectivement par Hans von Gronau, Reinhard von Scheffer, et directement von Woyrsch. Les opérations à l'est prennent fin avec l'armistice du 15 décembre 1917 conclu entre l'Empire allemand et le nouveau régime bolchevik à dominante russe. Le corps est alors dissous le 27 mars 1918.

## Composition

### 29 décembre 1914

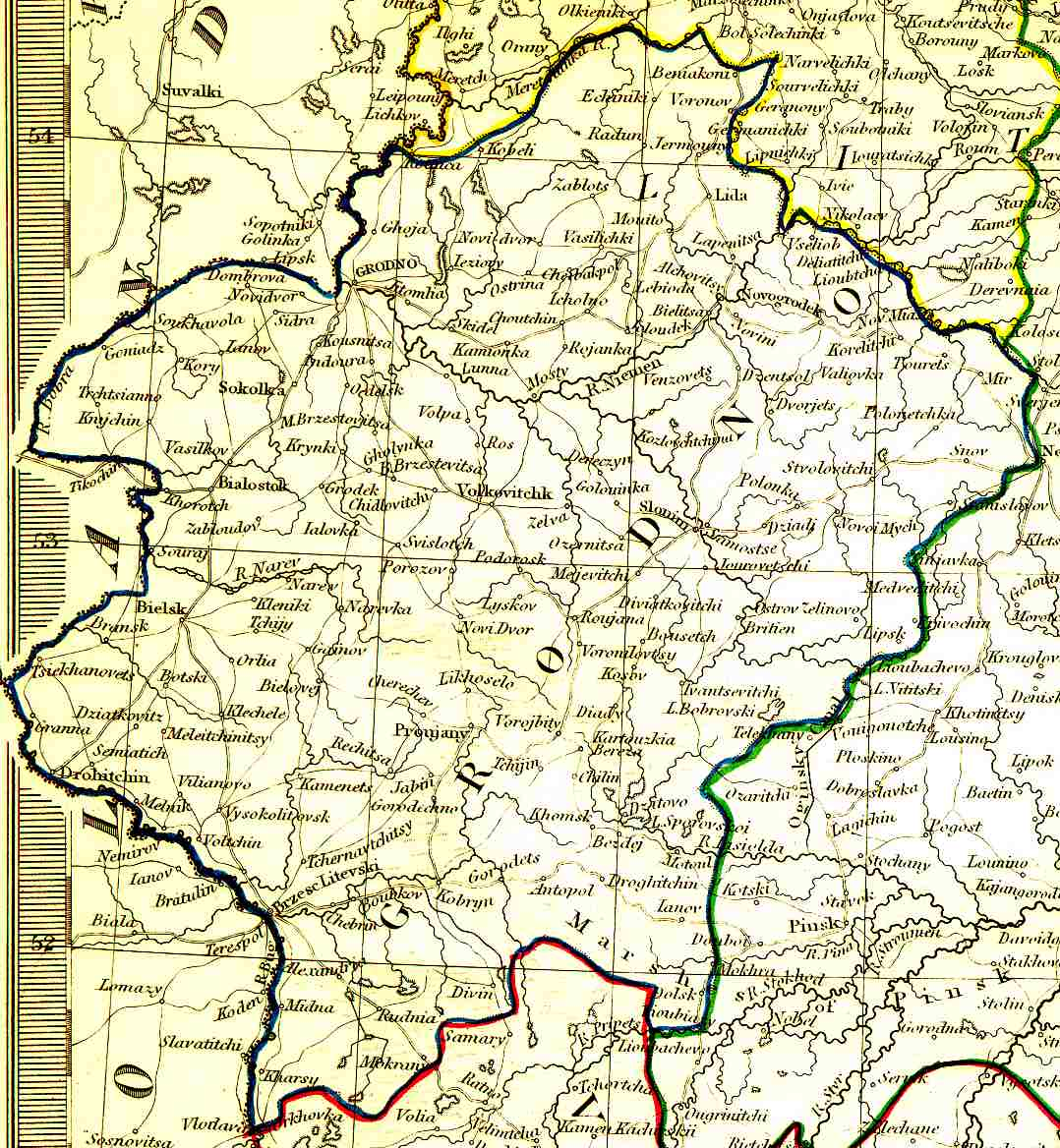
Le gouvernement de Grodno avec Brest-Litovsk (Brezsc-Litewski), Pinsk et les marais de Pinsk, carte de 1834.

- 81e division de réserve
  - 81e brigade d'infanterie de réserve
    - 267e régiment d'infanterie de réserve
    - 268e régiment d'infanterie de réserve
    - 269e régiment d'infanterie de réserve
    - 61e compagnie de cyclistes de réserve
    - 81e escadron de cavalerie de réserve

  - 81e brigade d'artillerie de campagne de réserve
    - 67e régiment d'artillerie de campagne de réserve
    - 68e régiment d'artillerie de campagne de réserve
    - 84e compagnie de pionniers de réserve
- 82e division de réserve
  - 82e brigade d'infanterie de réserve
    - 270e régiment d'infanterie de réserve
    - 271e régiment d'infanterie de réserve
    - 272e régiment d'infanterie de réserve
    - 82e compagnie de cyclistes de réserve
    - 82e escadron de cavalerie de réserve

  - 82e brigade d'artillerie de campagne de réserve
    - 69e régiment d'artillerie de campagne de réserve
    - 70e régiment d'artillerie de campagne de réserve
    - 86e compagnie de pionniers de réserve
- Troupes de corps d'armée

### 4 juin 1916
L'Armeegruppe von Gronau fait partie du groupe d'armées von Linsingen et comprend les unités suivantes :
- 82e division de réserve
- 5e division de cavalerie
- Division de cavalerie de la Garde
- 81e division de réserve
- 65e division d'infanterie

## Chefs de corps
Source : Dermot Bradley (Hrsg.), Günter Wegner: Stellenbesetzung der Deutschen Heere 1815–1939 Band 1: Die Höheren Kommandostellen 1815–1939, Biblio Verlag, Osnabrück 1990.
| Grade                  | Nom                  | Date                             |
| ---------------------- | -------------------- | -------------------------------- |
| General der Infanterie | Hermann von François | 24 décembre 1914 - 29 juin 1915  |
| Generalleutnant        | Arnold von Winckler  | 29 juin 1915 - 11 septembre 1915 |
| General der Artillerie | Hans von Gronau      | 11 septembre 1915 - 27 mars 1918 |

## Galerie

Brest et Pinsk au temps de l'occupation allemande, 1915-1918
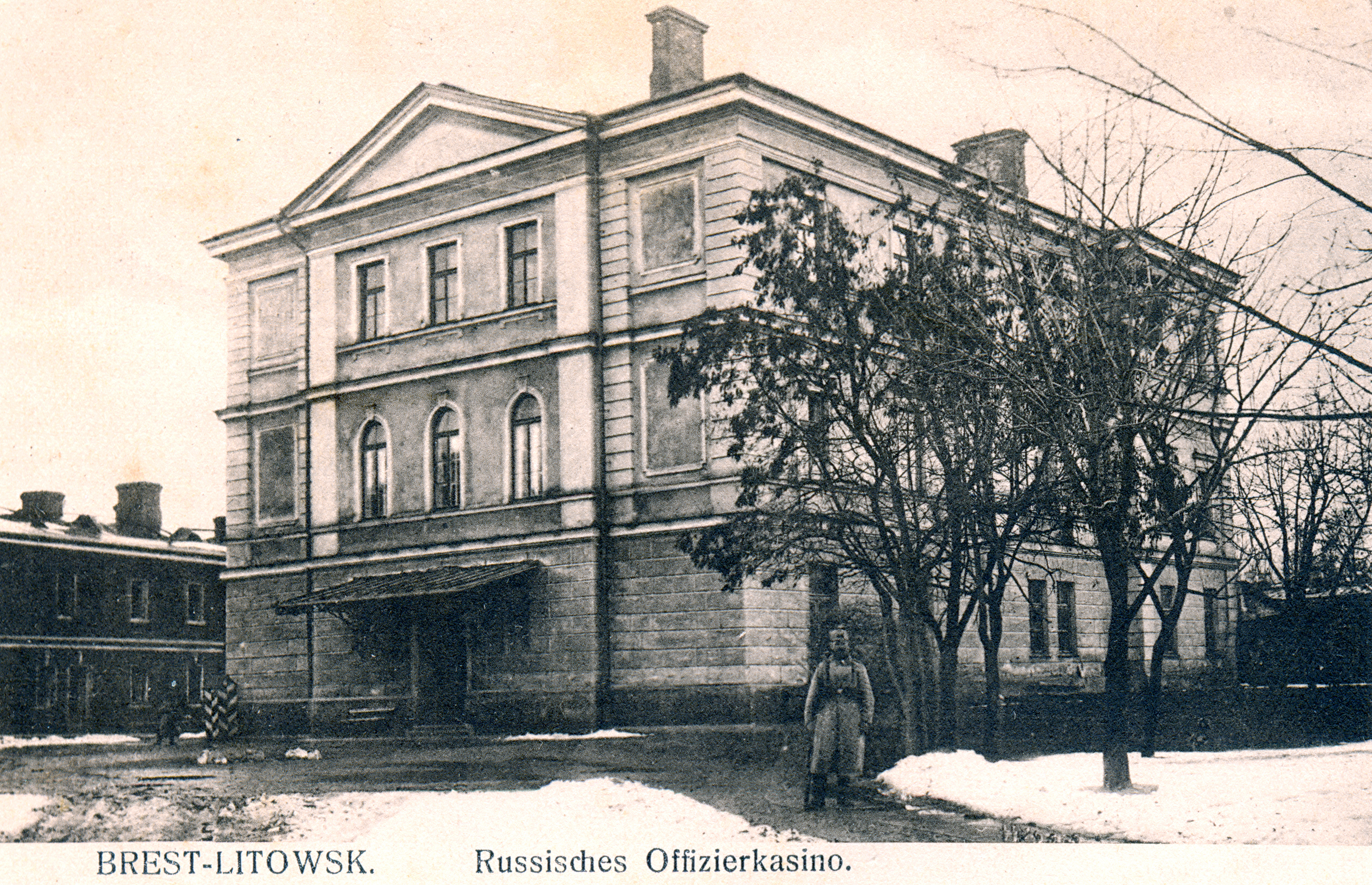
« Mess des officiers russes » à Brest gardé par une sentinelle allemande, 1916
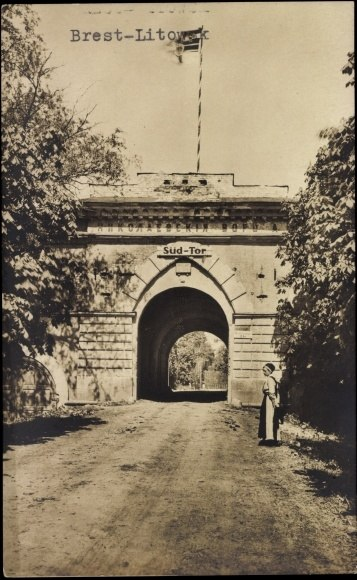
« Porte du Sud » à Brest, carte postale allemande de 1916
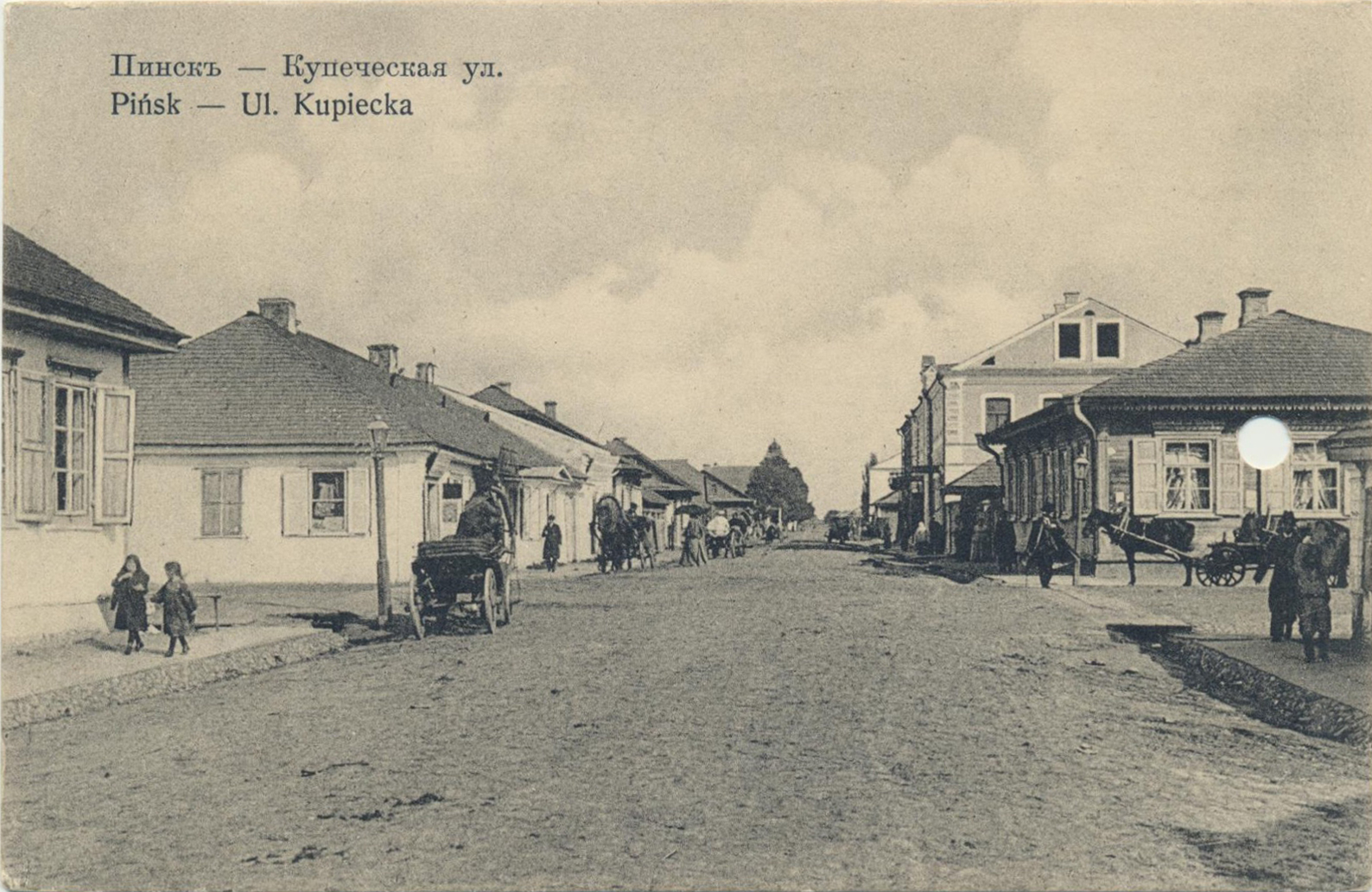
La rue Albrecht à Pinsk, v. 1901-1918
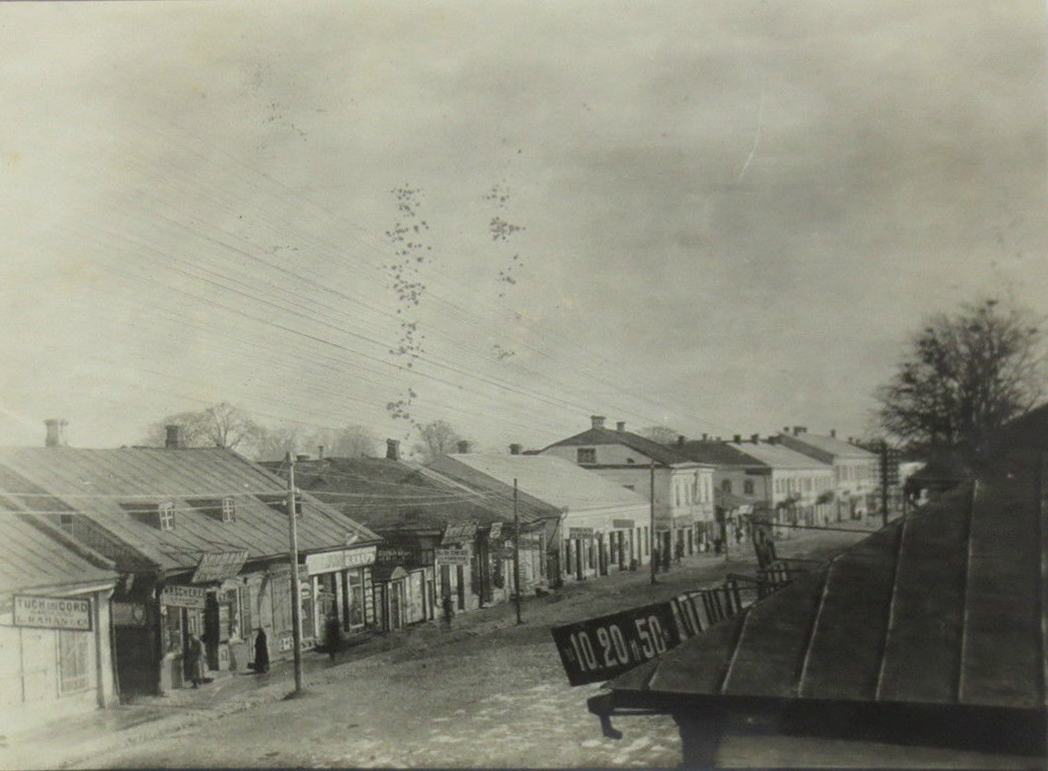
La rue Albrecht à Pinsk, 21 avril 1916
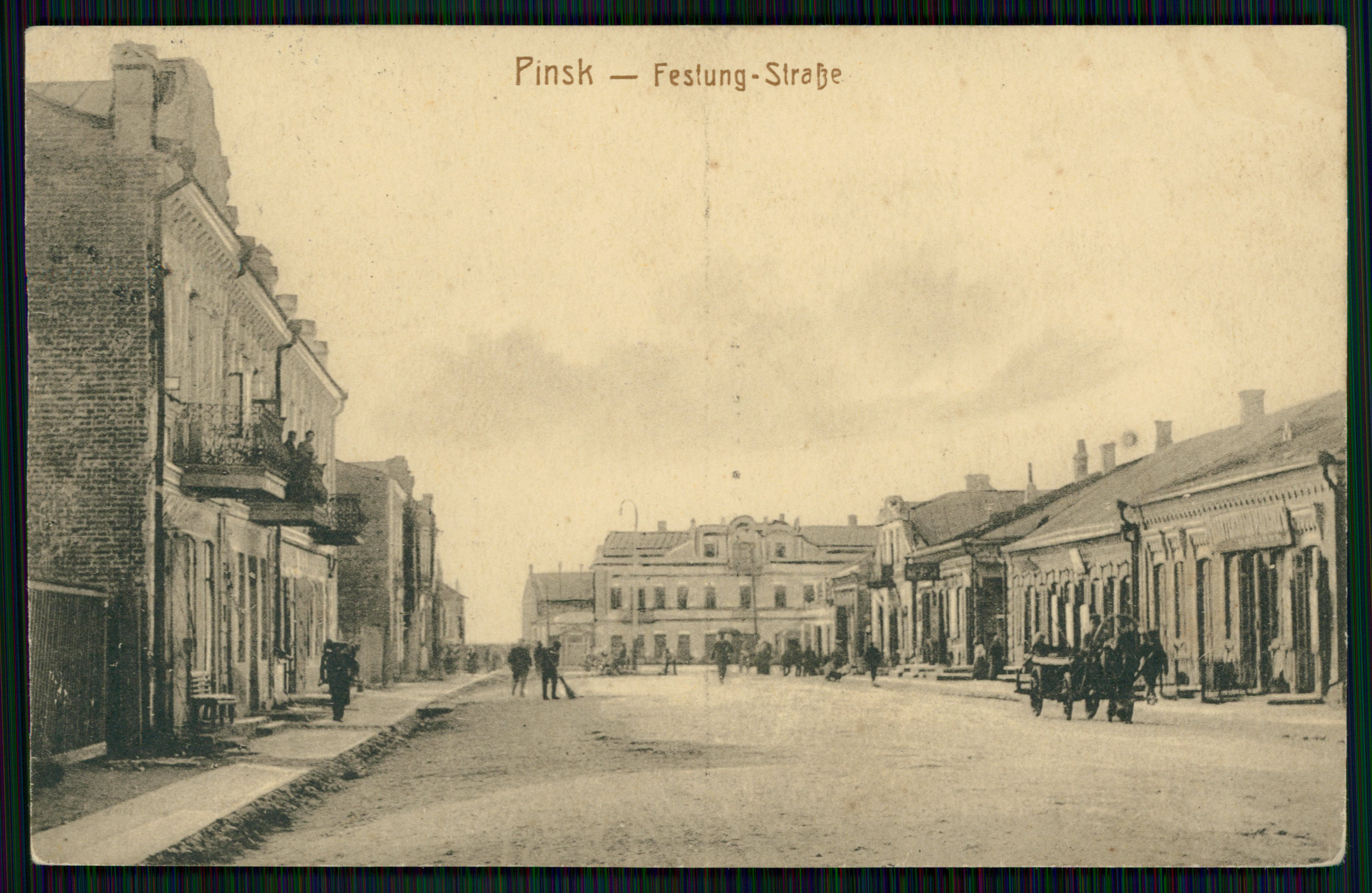
« Pinsk, rue de la forteresse », carte postale allemande de 1916
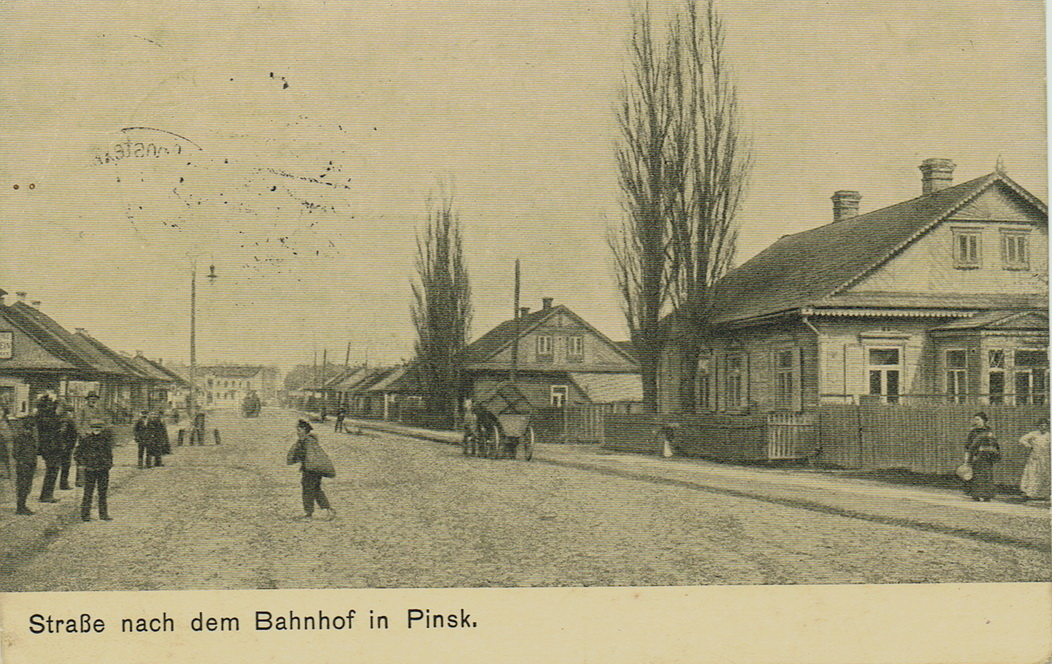
« Rue près de la gare à Pinsk », carte postale allemande de 1916
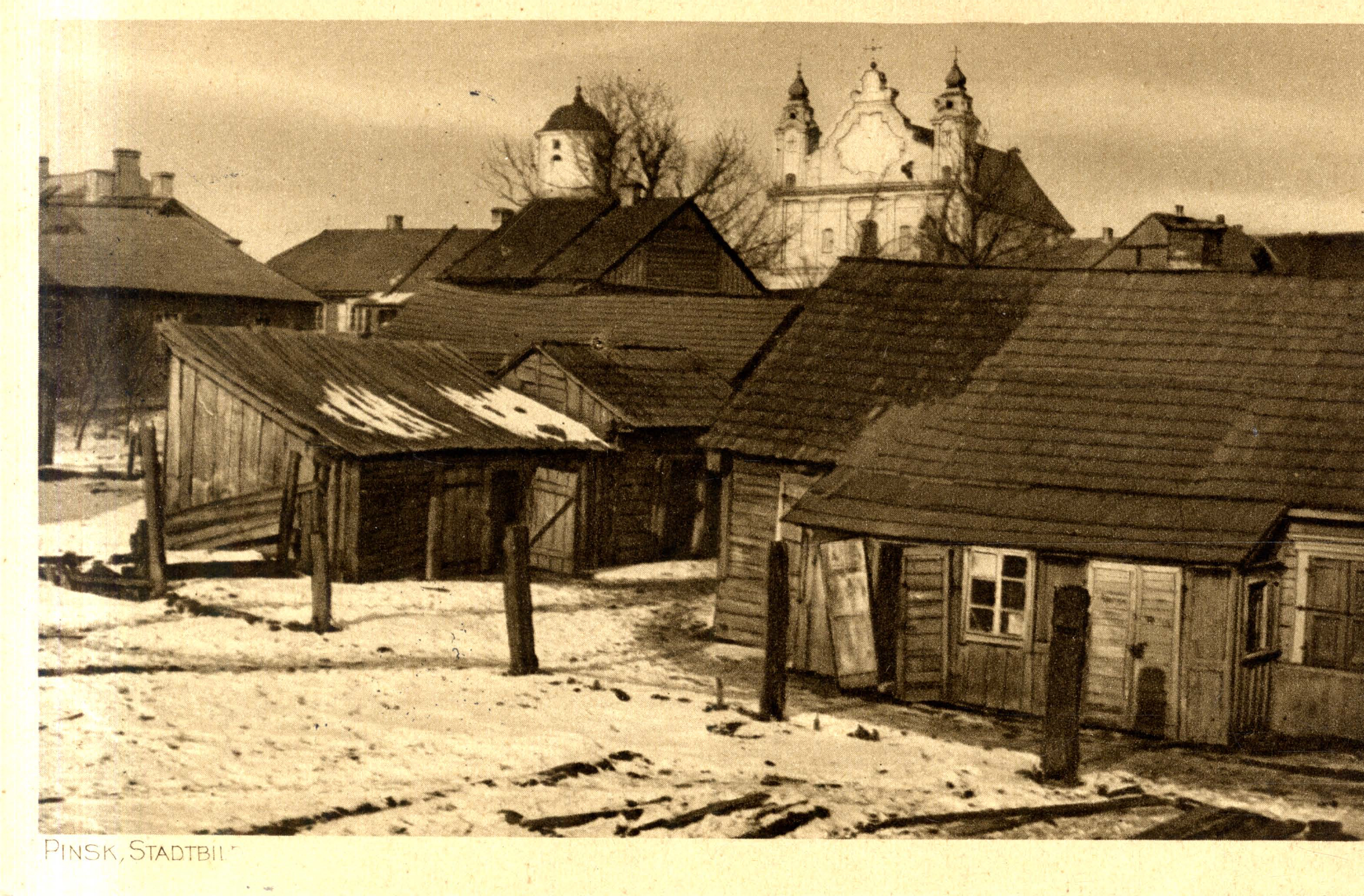
Pinsk en 1916
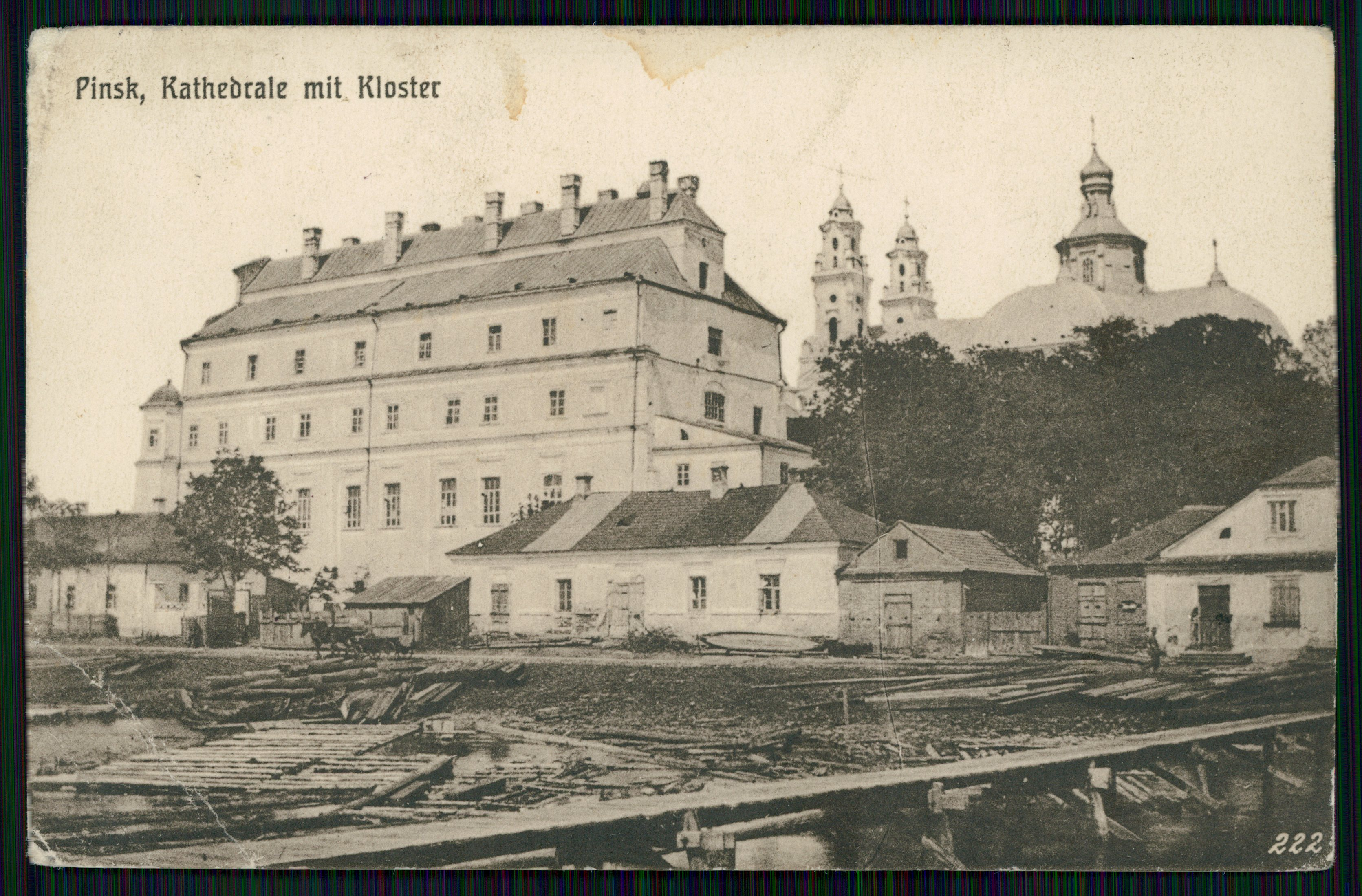
« Pinsk, cathédrale avec le monastère », carte postale allemande de 1916

### Sources et bibliographie
- (de) Cet article est partiellement ou en totalité issu de l’article de Wikipédia en allemand intitulé « XXXXI. Reserve-Korps (Deutsches Kaiserreich) » (voir la liste des auteurs) dans sa version du 2 juillet 2019.
- Richard L. DiNardo, Breakthrough: The Gorlice-Tarnow Campaign, 1915, ABC-CLIO, 20 mai 2010
- Timothy C. Dowling, The Brusilov Offensive, Indiana University Press, 2008
- Erich Ludendorff, Souvenirs de guerre (1914-1918), Volume 2
- Nigel Thomas, The German Army in World War I (3): 1917–18, Osprey, 2004